# Pierre-André Kombila
Pierre-André Kombila Koumba (* 8. května 1941, Lac Anengué) je gabonský politik, vysokoškolský profesor a lékař. Působil jako první tajemník Národního shromáždění dřevorubců (RNB), které bylo v letech 1990 až 1998 hlavní gabonskou opoziční politickou stranou. V roce 1998 stál v čele založení nové, radikálnější odnože RNB, nazvané Národní shromáždění dřevorubců – Demokraté (RNB-D). Během prezidentských voleb v roce 1998 kandidoval ve volbách za tuto novou stranu, ale získal pouze 1,53 % hlasů. Později opustil opozici a přidal se k vládní politice prezidenta Omara Bonga. V jeho režimu v letech 2006 až 2009 působil jako ministr pro technické a odborné vzdělávání a v roce 2009 jako ministr hydraulických zdrojů a nových energií. Po smrti Bonga v polovině roku 2009 se vrátil do opozice.

## Vzdělání a lékařská kariéra
Kombila se narodil v Lac Anengué, nedaleko Port-Gentilu. Medicínu studoval ve Francii a stal se kardiologem. Byl také členem Federace černošských afrických studentů ve Francii. Po promoci odmítl pracovní nabídku v Evropě a v roce 1977 se vrátil do Gabonu. Dne 9. září 1977 mu přišel osobně pogratulovat prezident Omar Bongo. V roce 1978 založil Kombila kardiologické oddělení v Ústřední nemocnici v Libreville. Jako mezinárodně uznávaný kardiolog se Kombila stal členem Panafrické kardiologické společnosti, stejně jako členem a dopisovatelem Francouzské kardiologické společnosti.

## Politická kariéra

### 90. léta 20. století
Jako opoziční politik se Kombila v roce 1990 stal prvním tajemníkem Národního shromáždění dřevorubců a v parlamentních volbách v roce 1990 byl za tuto stranu zvolen do Národního shromáždění. V červnu 1993 se stal předsedou výboru pro svobodné a demokratické volby, který byl orgánem opozice.
Předseda RNB Paul Mba Abessole v roce 1993 kandidoval v prezidentských volbách. Ve volbách jej však již v prvním kole porazil úřadující prezident Omar Bongo se ziskem 51 % hlasů, i když se Mba Abessole sám označil za skutečného vítěze voleb. Prohlásil se za prezidenta a Kombilu za předsedu vlády. Kombila americké zpravodajské agentuře Associated Press při této příležitosti řekl, že volby dle jeho mínění byly podvodné a že by se měla vytvořit „bojující vláda“.
Do roku 1996 zůstal Kombila poslancem Národního shromáždění a působil jako vydavatel opozičního listu Le Bücheron. V lednu 1998 byl odsouzen za urážku na cti vůči prezidentu Bongovi poté, co jeho list zveřejnil tvrzení, že Bongo praktikoval čarodějnictví. Kombila dostal peněžní trest a čtyřměsíční podmíněný trest odnětí svobody.
Ve volebním roce 1998 byl Kombila v červenci vyhozen z RNB. Následně se svými podporovateli vytvořil vlastní frakci, která jej nominovala do nadcházejících prezidentských voleb. Předseda druhé frakce, Paul Mba Abessole Kombilu obvinil ze zrady a nedisciplinovanosti. Podle oficiálních výsledků získal Kombila pouze 1,5 % hlasů.

### 21. století
Kombila byl na konci 90. let 20. století jmenován generálním ředitelem pro zdraví, následně byl jmenován generálním inspektorem pro zdravotnictví, a opět generálním ředitelem pro zdraví. V lednu 2000 vyjádřil své zklamání nad výskytem nemocí v Africe a uvedl, že „nejde o africkou obnovu, kterou očekávali...lidé nemají očekávat řešení zvenčí... lidé musí pochopit že to nejsou pouze jejich problémy, ale s globalizací to jsou problémy všech“. V prosinci 2003 prohlásil, že nedostatečná a klesající míra očkování dětí v Gabonu vedla k znepokojivému zvýšení prevalence spalniček, černého kaše, tuberkulózy a novorozeneckého tetanu. Ve svém projevu na počátku roku 2004 kritizoval tradiční léčitele za šíření škodlivých nevědeckých myšlenek, jako například že AIDS lze vyléčit sexem s pannou.
Před prezidentskými volbami v listopadu 2005 byl Kombila předsedou Lékařské komise pro prezidentské kandidáty. V této funkci byl pověřen zhodnocením zdravotního stavu kandidátů a rozhodnutím, zda jsou v dostatečně dobrém fyzickém stavu, aby mohli kandidovat. Dne 10. října 2005 zhodnotil i zdraví prezidenta Bonga. Po vítězství Bonga ve volbách byl Kombila 21. ledna 2006 jmenován ministrem pro technické a odborné vzdělávání a profesionální zaměstnávání mládeže.
V parlamentních volbách v roce 2006 byl Kombila opět zvolen do Národního shromáždění jako kandidát RNB–D. Na třetím řádném kongresu této strany ve dnech 25. až 26. ledna 2008 se strana rozhodla formálně připojit k Prezidentské většině. Kombila byl zvolen do nově vytvořené funkce předsedy RNB–D.

### Události v roce 2009
Po smrti prezidenta Bonga 8. června 2009 se Kombila 19. června 2009 stal ministrem hydraulických zdrojů a nových energií. Následně se spolu se stranou rozhodl v nadcházejících předčasných prezidentských volbách podpořit Pierra Mamboundoua a když 22. července 2009 byla sestavena nová vláda pod vedením premiéra Paula Biyoghé Mby, nebyl Kombila její součástí. Kombila zastával názor, že nový předseda vlády má jediný úkol, a to zajistit vítězství Aliho Bonga Ondimby, kandidáta vládnoucí Gabonské demokratické strany a syna zesnulého prezidenta, v nadcházejících volbách, a že by měl premiér spolu s vládou rezignovat. Zároveň řekl, že prozatímní prezidentka Rose Francine Rogombé by se měla setkat se širokou politickou základnou, aby s ní projednala nové struktury pro organizaci voleb.
Podle oficiálních výsledků volby vyhrál Ali Bonga Ondimba. Po oznámení výsledků propukly v Port-Gentilu nepokoje. Jako vůdce opozice kritizoval Kombila reakci vlády na tento neklid. 9. září prohlásil, že v místní márnici bylo patnáct těl a že mnoho lidí mohlo být zabito. Také řekl, že zde může být zrnko pravdy ve zvěsti, že vojáci házela mrtvá těla do moře. Ministryně pro komunikaci Laure Olga Gondjout téhož dne prohlásila, že byli zabiti pouze tři lidé a že se na jejich smrti nepodíleli vojáci. Kritizovala také Kombilu a další vůdce opozice za jejich chování po volbách.